# Germain Paget
Pour les articles homonymes, voir Paget.
Germain Paget, né le 16 mai 1817 à Morbier où il est mort le 8 décembre 1884, est un artiste peintre français.

## Biographie
Claude Germain Paget est le fils de Pierre Claude Paget, menuisier, et de Marie Anne Augustine Malfroy, cultivatrice. 
Après une première formation artistique à Dole, il intègre en 1841 l'école des Beaux-Arts de Paris.
Élève d'Adolphe Brune, il expose au Salon de 1844 à 1882.
Il meurt célibataire à l'âge de 66 ans à son domicile.